# Justin Gilbert
Justin Rodrell Gilbert (The Woodlands, 7 novembre 1991) è un giocatore di football americano statunitense che gioca nel ruolo di cornerback per i Pittsburgh Steelers della National Football League (NFL). Fu scelto come ottavo assoluto nel Draft NFL 2014 dai Cleveland Browns. Al college ha giocato a football alla Oklahoma State University.

## Carriera universitaria
Nella sua prima stagione nel college football nel 2010, Gilbert giocò come cornerback di riserva e kick returner, segnando due touchdown su ritorno da kickoff. Fu nominato come Freshman All-American da Rivals.com. Nella sua seconda stagione totalizzò 48 tackle, 5 intercetti e altri 2 touchdown su ritorni da kickoff, venendo premiato come miglior giocatore del Fiesta Bowl 2012. Nel 2012 fece registrare 53 tackle e un TD. Nell'ultima annata stabilì il record della Big 12 Conference segnando sei touchdown su ritorni di kickoff, arrivò in finale nel Jim Thorpe Award e fu premiato come All-American.
Vittorie e riconoscimenti
- First-team All-American (2013)

## Carriera professionistica

### Cleveland Browns
Gilbert era classificato come uno dei migliori cornerback selezionabili nel Draft 2014, venendo pronosticato a gennaio 2014 come dodicesima scelta assoluta da NFL.com. Fu scelto come ottavo assoluto dai Cleveland Browns. Il 23 luglio firmò un contratto quadriennale. Debuttò come professionista subentrando nella partita della settimana 1 contro i Pittsburgh Steelers mettendo a segno 7 tackle. Dopo essere stato spostato in panchina dopo le prime prestazioni, si riprese nella seconda metà della stagione e nella settimana 14 mise segno il suo primo intercetto ai danni di Andrew Luck degli Indianapolis Colts, ritornandolo per 23 yard in touchdown. Nell'ultimo mese fu criticato per la mancanza di etica lavorativa da parte di alcuni veterani dei Browns, venendo lasciato inattivo nell'ultima gara della stagione per essersi presentato in ritardo a un raduno della squadra. La sua annata si chiuse così con 29 tackle, un intercetto e 8 passaggi deviati in 14 presenze, di cui due sole come titolare.

### Pittsburgh Steelers
Dopo due deludenti stagioni, il 3 settembre 2016 Gilbert fu scambiato con i Pittsburgh Steelers per una scelta del sesto giro del Draft 2018.

## Statistiche
| Partite totali      | 23 |
| Partite da titolare | 3  |
| Tackle totali       | 39 |
| Sack                | 0  |
| Intercetti          | 1  |
| Fumble forzati      | 0  |

Statistiche aggiornate alla stagione 2015